# ژانی بواسار
ژانی بواسار (به فرانسوی: Janine Boissard) رمان‌نویس قرن بیستم میلادی اهل فرانسه است.